# Lubinka (masyw)
Lubinka (412 m) – w większości zalesiony masyw na Pogórzu Rożnowskim sąsiadujący z Wałem (523 m). Wznosi się nad miejscowościami: Lubinka, Janowice, Dąbrówka Szczepanowska, Szczepanowice i Pleśna.
Nazwa wsi Lubinka i góry bywa odnoszona do miejsca, na którym szczególnie lubiano polować. Po stokach Lubinki prowadzi droga lokalna z Zakliczyna przez Janowice do Tarnowa.
W czasie I wojny światowej na grzbiecie Lubinki okopali się żołnierze armii rosyjskiej. Na początku maja 1915 r. podczas bitwy pod Gorlicami sprzymierzone wojska austro-węgierskie i niemieckie w niezwykle zażartych kilkudniowych walkach zdobyły wzgórze. Pozostałością po tych walkach w masywie Lubinki są 4 cmentarze wojenne: nr 191, 192, 193, 194. W lesie w wielu miejscach do dzisiaj widoczne są resztki okopów. Przy cmentarzu nr 193 odtworzono fragment takich okopów.

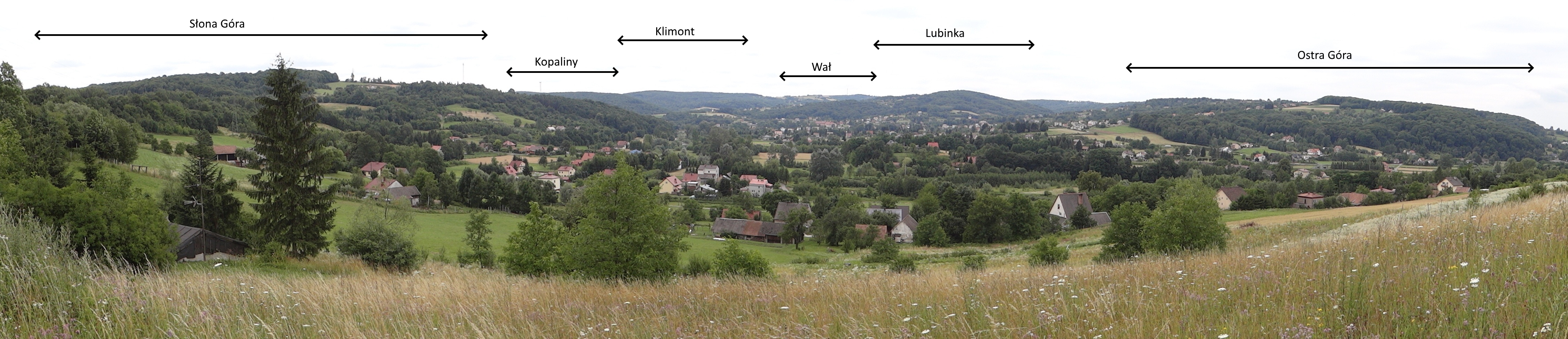
Panorama doliny rzeki Biała. Na pierwszym planie wieś Woźniczna, w głębi Pleśna. W tle wzniesienia pogórza, m.in. Lubinka.